# Agoura Hills
Agoura Hills är en stad (city) i Los Angeles County, i delstaten Kalifornien, USA. Enligt United States Census Bureau har staden en folkmängd på 20 477 invånare (2011) och en landarea på 20,2 km².